# Incidente ferroviario di Pedaso
L'incidente ferroviario di Pedaso fu uno scontro tra il treno accelerato Ancona-Castellammare Adriatico e una tradotta militare in manovra avvenuto nella stazione di Pedaso alle ore 22:30 del 4 marzo 1916.

## Dinamica dei fatti
Poco prima delle ore 22:30 del 4 marzo 1916 il treno militare n. 7536, giunto da Foggia nella stazione di Pedaso composto di carrozze che trasportavano militari, di ritorno dalla licenza, veniva comandato di manovrare e portarsi in testa al treno n. 6506 fermo in stazione in un binario tronco. Avviatosi sul binario di corsa verso il segnale di protezione lato Ancona e superato il deviatoio con tutto il convoglio, iniziò poi a retrocedere lentamente per ricoverarsi. Il treno accelerato n. 1643 proveniente da Ancona, che viaggiava in leggero ritardo (avrebbe dovuto fermarsi alla 22:21 nella stazione) sopraggiunse a velocità sostenuta verso lo stesso binario della stazione in cui si svolgeva la manovra. 
Nonostante la frenata di emergenza lo scontro fu violentissimo e le due locomotive a vapore si impennarono, mentre le carrozze si accavallavano tra loro; alcune si sfasciarono, altre si rovesciarono lateralmente. I danni maggiori li subì la tradotta militare in manovra, composta di vetture obsolete di 3ª classe e di carri merci. Alla scarsa luce del posto iniziarono i soccorsi da parte degli stessi viaggiatori dell'accelerato rimasti in gran parte incolumi mentre veniva dato l'allarme telegrafico; da Ancona partì un treno di soccorso scortato dal Capo del Compartimento di Ancona, commendatore Zecchi. Anche da Castellammare partirono soccorsi per Pedaso. 
Da Roma partirono il direttore generale delle Ferrovie dello Stato e due alti funzionari del ministero per l'inchiesta. Il Procuratore del Regno ordinò il fermo di tre ferrovieri ritenuti responsabili nella prima sommaria inquisizione. 
La linea rimase interrotta.

## I treni coinvolti
- Treno accelerato n. 1843, trainato da locomotiva a vapore[1] e composto di carrozze di 1ª, 2ª, 3ª classe, proveniente da Bologna e Ancona, per Castellammare Adriatico, in arrivo a Pedaso alle 22:21[2].
- Tradotta militare straordinaria da Foggia per il nord, composta da carri merci e carrozze di 3ª classe[1] trainata da locomotiva a vapore.

## L'inchiesta
Il Direttore generale delle Ferrovie dello Stato istituì una commissione di indagine composta dai funzionari, inviati da Roma, commendatori Pietri e Rodino. 
Le prime dichiarazioni riferivano della decisione presa dal capostazione di ricoverare la tradotta nell'imminenza dell'arrivo dell'accelerato. Sembra che fosse stato disposto a via impedita il segnale di protezione della stazione ma che la manovra fosse stata disposta ignorando la prassi regolamentare che voleva la sospensione delle manovre sull'itinerario di arrivo del treno atteso. Le prime disposizioni dei funzionari furono di sospendere dal servizio tutti gli agenti del movimento in servizio nella stazione.
L'inchiesta giudiziaria venne avviata dalla Procura del Regno: in attesa delle conclusioni dell'inchiesta fu però disposto l'arresto di tre degli operatori ferroviari in servizio nella stazione.

## Le vittime
Persero la vita il macchinista Incecco e il caposquadra della manutenzione, ambedue di Castellammare, i fuochisti Pietrangeli e Burattini, ambedue di Ancona, il capotreno Gueraldo e sei militari che viaggiavano sulla tradotta. 
Rimasero feriti i macchinisti Donaggio e Trasatti e il fuochista Marcucci. I feriti furono complessivamente 30; vennero ricoverati negli ospedali di Fermo e di San Benedetto del Tronto; sei di essi erano in gravi condizioni.